# Caritas Romana

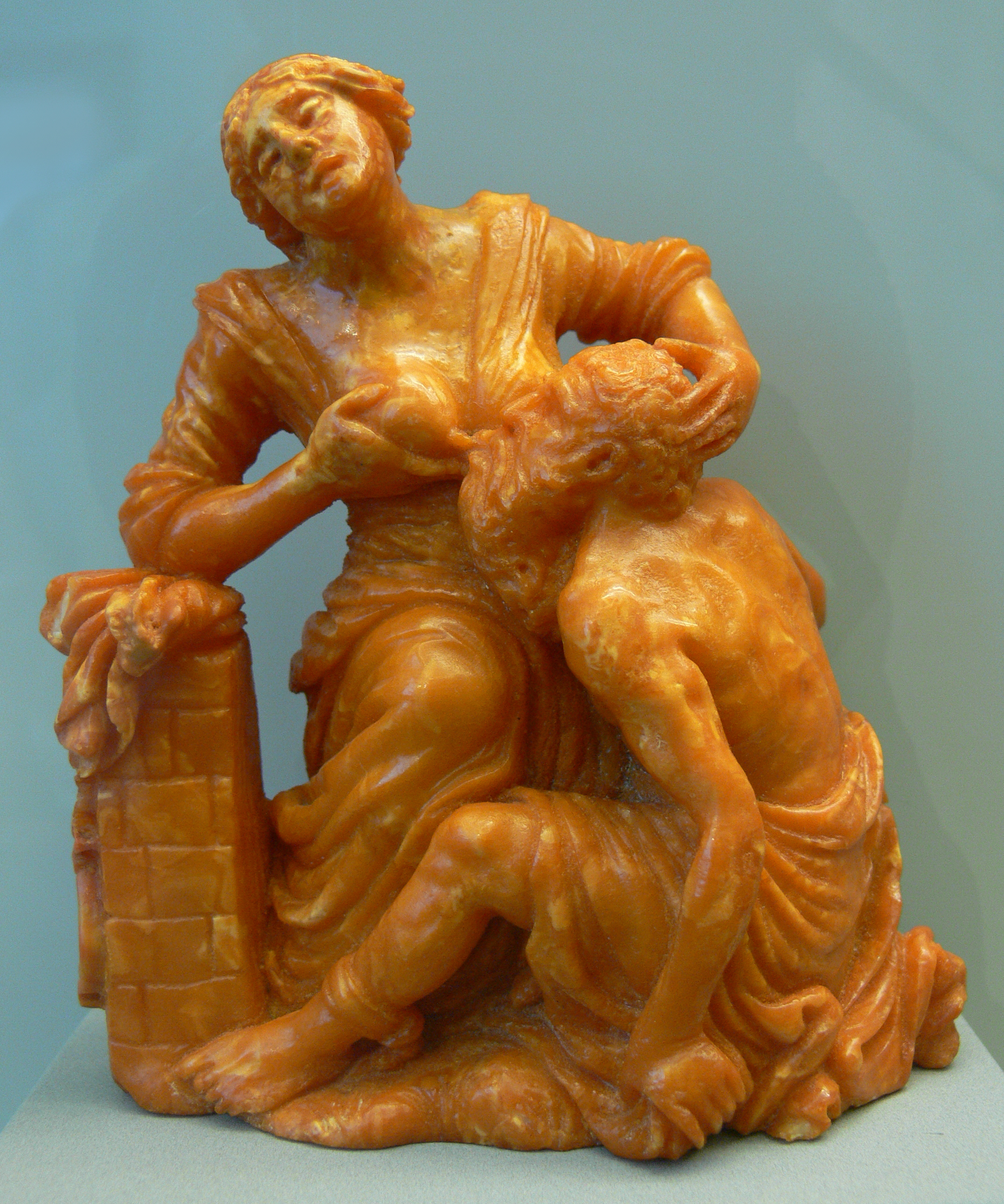
Cymon i Pero – figurka Christopha Mauchera z roku 1690

Caritas Romana (pol. Miłosierdzie rzymskie, także jako Cymon i Pero) – historia kobiety Pero, która potajemnie karmiła piersią własnego ojca Cymona po tym, jak został on skazany na śmierć przez zagłodzenie. Po odkryciu poświęcenia córki Cymon został ułaskawiony.
Historia opisana została w dziele rzymskiego pisarza z I wieku n.e. Valeriusa Maximusa, Factorum dictorumque memorabilum, libri IX. Legenda pochodzi ze wcześniejszych źródeł hellenistycznych i była często przedstawiana na freskach z czasów rzymskich.
Stała się również bezpośrednią lub pośrednią (poprzez oddziaływanie kolejnych utworów) inspiracją wielu późniejszych dzieł sztuki, w tym rzeźb i obrazów, m.in. kilku obrazów Rubensa, a także twórców takich jak Caravaggio, Dirck van Baburen, Charles Mellin, Bernardino Luini, Giovanni Antonio Pellegrini, Jan Janssens, Jean-Baptiste Greuze, Matthias Meyvogel, Giovanni Antonio Galli, Carlo Francesco Nuvolone, Johann Zoffany.

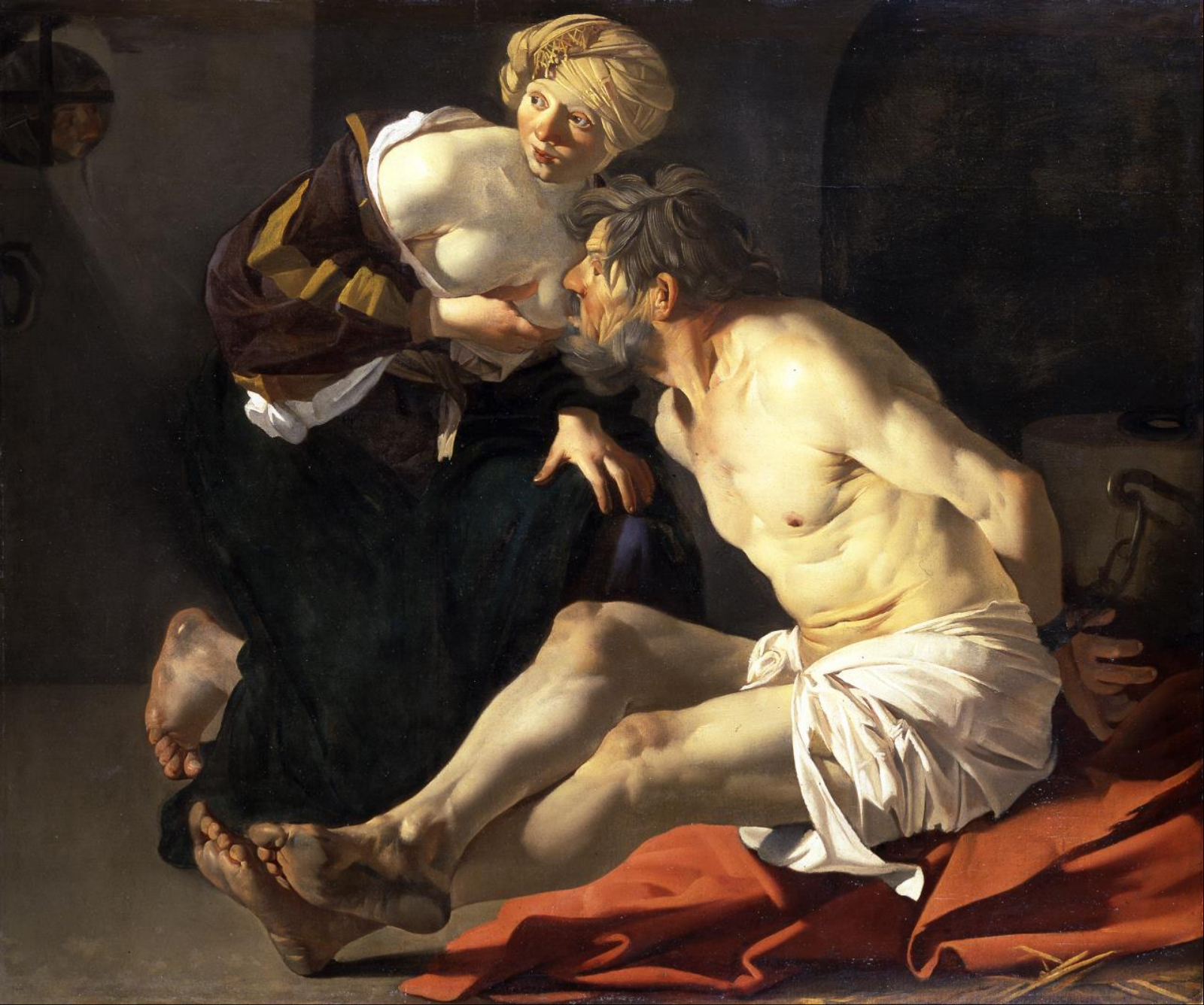
Caritas Romana Dirck van Baburen
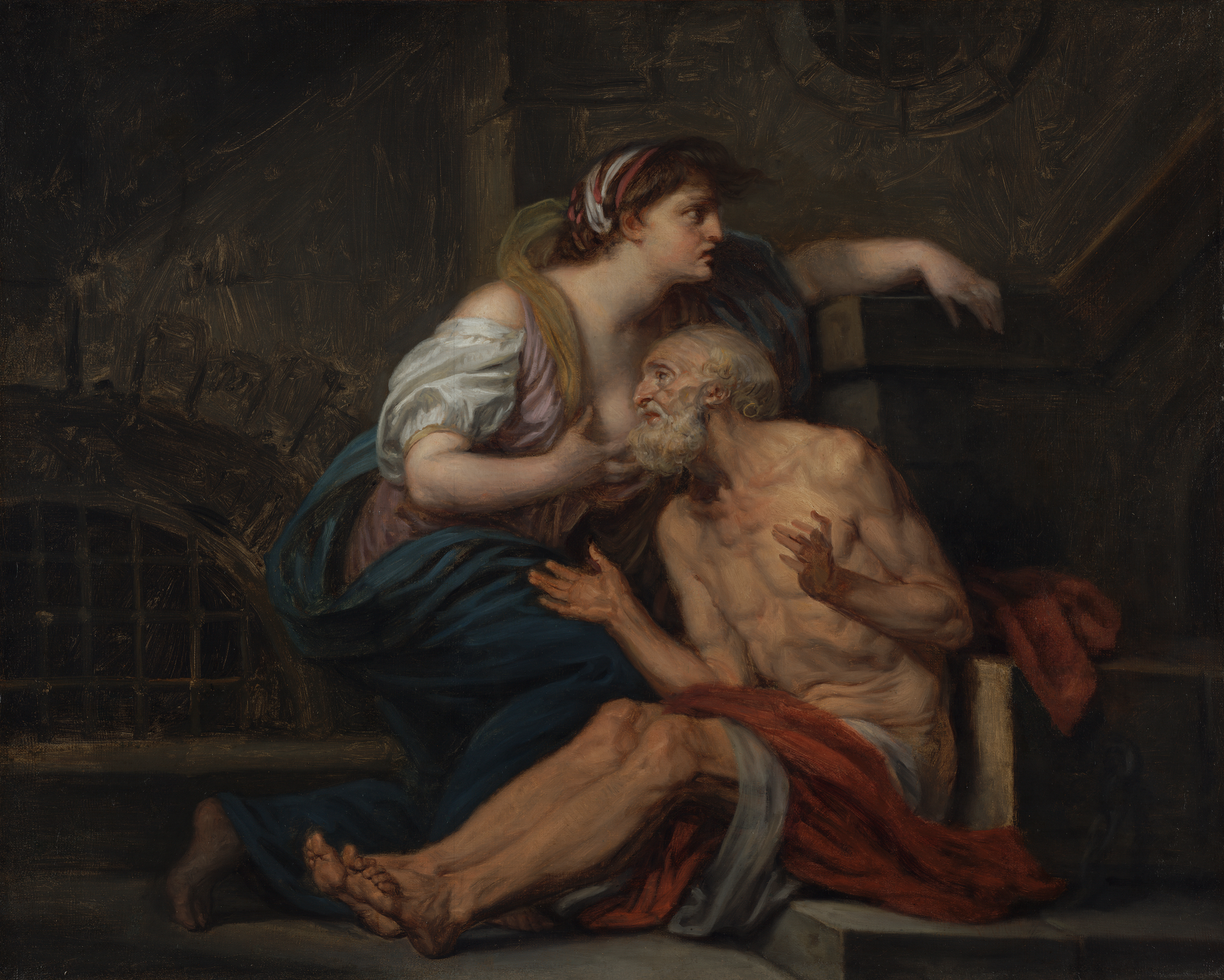
Caritas Romana Jean-Baptiste Greuze
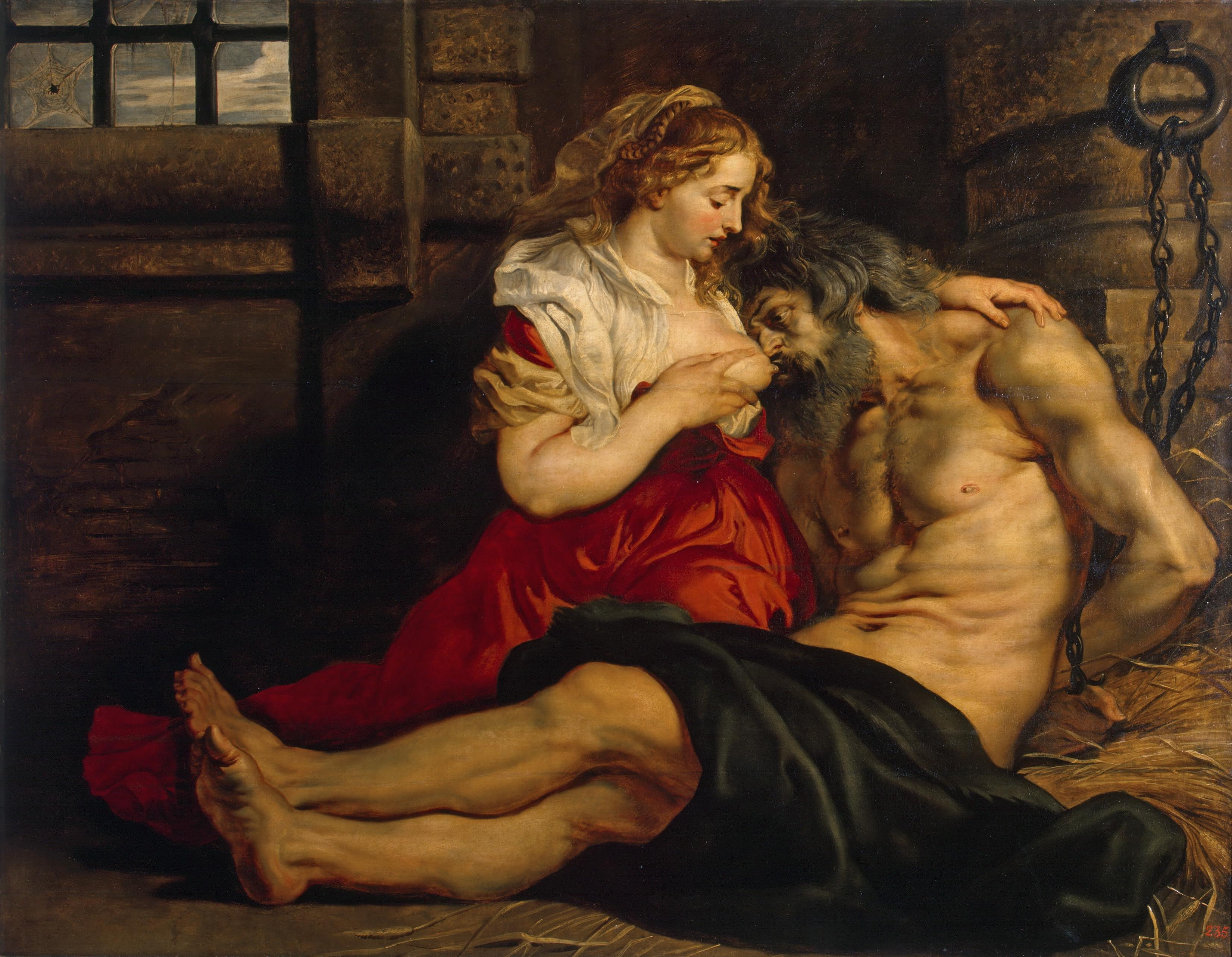
Caritas Romana Rubens
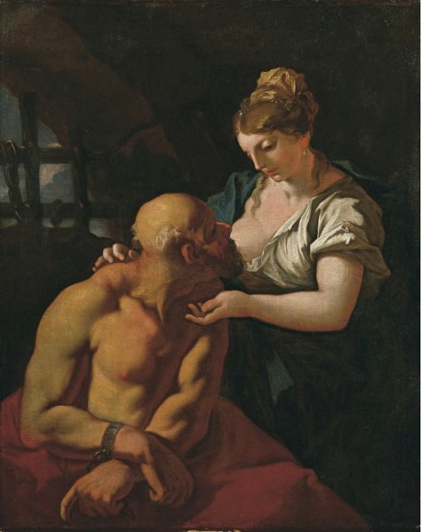
Caritas Romana Giovanni Antonio Pellegrini
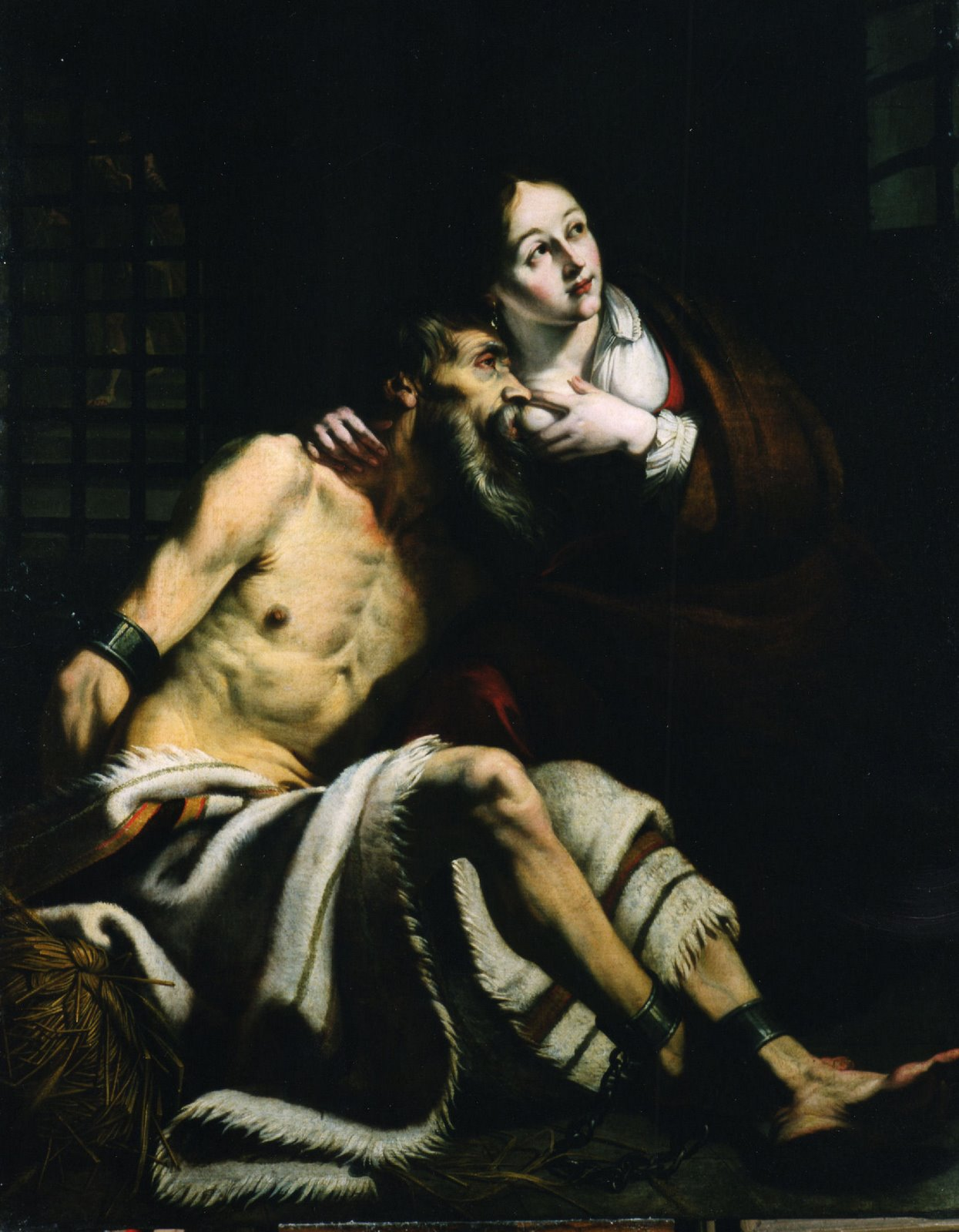
Caritas Romana Jan Janssens
"Roman Charity" Baroque painting of Italian School (17th century)